# جون فان دي كامب
جون فـان دي كامب (بالإنجليزية: John Van de Kamp)‏ هو محامي أمريكي، ولد في 7 فبراير 1936 في باسادينا في الولايات المتحدة، وتوفي بنفس المكان في 14 مارس 2017 بسبب مرض.

## وصلات خارجية
- جون فـان دي كامب على موقع إن إن دي بي (الإنجليزية)